# Queen Anne (Maryland)
La ville de Queen Anne est située dans les comtés de Queen Anne et de Talbot, dans l’État du Maryland, aux États-Unis. Sa population s’élevait à 192 habitants lors du recensement de 2020.